# 90703 Indulgentia
90703 Indulgentia este un asteroid din centura principală de asteroizi.

## Descriere
90703 Indulgentia este un asteroid din centura principală de asteroizi. A fost descoperit pe 8 septembrie 1988 la Tautenburg de Freimut Börngen. Asteroidul prezintă o orbită caracterizată de o semiaxă mare de 2,56 ua, o excentricitate de 0,17 și o înclinație de 14,8° în raport cu ecliptica.